# Vera Gretch
Vera Miltiadovna Kokkinaki dite Vera Gretch (en russe Вера Греч) est une actrice et metteur en scène russe née le 8 novembre 1893 à Rostov-sur-le-Don et morte le 23 mars 1974 dans le 16e arrondissement de Paris.

## Biographie
Vera Miltiadovna Kokkinaki grandit dans une famille nombreuse. Elle a trois frères, Konstantin, Nikolai et Georgiy, et trois sœurs, Elena, Evgenia, et le prénom de la troisième n'a pas été trouvé.
Son père Miltiades Nikolaevitch Kokkinaki naît sur l'île de Chios en Grèce, le lieu de naissance du poète Homère. À sa majorité, il décide de vivre à Rostov-sur-le-Don pour faire du commerce de céréales à Tsimlyanskaya (devenue Tsimliansk). Il rencontre Evgenia Sutyrina, une Russe. Elle est née à Tsimliansk. Ils se marient à Rostov-sur-le-Don. Miltiades Kokkinaki meurt en 1921 durant la guerre civile russe.
Sa mère Evgenia Pavlovna Sutyrina, naît en 1865 et meurt en 1942 à Rostov-sur-le-Don.
Sa sœur Elena Miltiadovna Kokkinaki, surnommée Lelya, est comédienne, elle intègre la troupe du théâtre Alexandrinsky de Saint-Pétersbourg. Son nom de scène est Baskakova.
Sa sœur Evgenia Miltiadovna Kokkinaki est une amie du compositeur russe Gavriil Popov depuis sa jeunesse jusqu'aux derniers jours de sa vie. Elle porte le nom de famille de son mari : Chanysheva.
Son frère Konstantin Miltiadovitch meurt le 17 janvier 1938 à l'âge de 38 ans. Il est condamné à mort par la NKVD durant la « Grande Terreur » organisée par Staline. 
Son frère Georgiy Miltiadovitch aime dessiner. Pour fuir la révolution bolchévique, il décide de prendre la nationalité grecque car son père est grec. C'est une pratique courante pour les personnes ayant un membre de la famille grecque. Il arrive à Marseille en 1920 puis il s'installe à Paris. Il se marie avec une Française et fonde une famille. En 1930, il est naturalisé français. En 1947, Georgiy a 51 ans, il décide de retourner en Russie car son pays lui manque. Il n'a plus donné de nouvelles. Sa mort demeure un mystère.

### Carrière artistique
En 1916, Vera Gretch est comédienne au théâtre d'art de Moscou. Elle tombe amoureuse de Polycarpe Pavlov.
À la suite de la révolution bolchévique de 1917, Vera quitte son pays en prenant la nationalité grecque comme son frère Georges. Elle décide de rejoindre une troupe de théâtre à Prague. Dans les années 1920, Vera s'installe à Paris avec son mari Polycarpe Pavlov. Il est connu sous le nom de Pavel Pavlov. C'est un acteur et metteur en scène ukrainien.  
Vera et son mari dirigent plusieurs théâtres russes à Paris. Ils enseignent le théâtre russe en langue russe. Elle joue et met en scène des pièces de théâtre.
En 1952, elle s'installe en Angleterre avec son mari. Ils donnent des cours de théâtre à Cambridge.
En 1960, Vera et Polycarpe décident de revenir à Paris. Ils font du théâtre pour les personnes âgées dans les maisons de retraite russes de la région parisienne.

### Décès
Vera Gretch est inhumée au cimetière russe de Sainte-Geneviève-des-Bois situé près de Paris. Polycarpe Pavlov meurt le 23 avril 1974, un mois après la mort de Vera. Ils reposent dans la même tombe. Ils n'ont pas eu d'enfants. 

## Filmographie
- 1953 : Week-end à Paris